# Dervish (banda)
Dervish é um grupo de música tradicional irlandesa do condado de Sligo, na Irlanda. Foi formado em 1989 por Shane Mitchell (acordeão), Liam Kelly (flautas), Brian McDonagh (mandola e bandolim) e Michael Holmes (bouzouki). Pouco depois, uniram-se ao grupo Tom Morrow (violino) e a cantora Cathy Jordan. Representou a Irlanda na final do Festival Eurovisão da Canção 2007. 
Em 2019, lançou um álbum pela gravadora US Rounder Records chamado The Great Irish Song Book, apresentando uma seleção de canções irlandesas clássicas cantadas por vários artistas conhecidos na Irlanda. Em 2019, o grupo recebeu um prêmio da BBC pelo conjunto da obra.

## Discografia
- The Boys of Sligo (1989)

- Harmony Hill (1993)

- Playing with Fire (1995)

- At the End Of The Day (1996)

- Live in Palma (1997)

- Midsummer's Night (1999)

- Decade (2001)

- Spirit (2003)

- A Healing Heart (2005)

- Travelling Show (2007)

- The Thrush in the Storm (2013)

- Celebration!! 1989-2014 (2014)

- The Great Irish Song Book (2019)